# Березарк, Илья Борисович
Илья Борисович Березарк (настоящая фамилия Рысс; 1897, Ростов-на-Дону — 1981, Москва) — советский литератор, журналист, театровед и театральный критик, участник литературной группы «Ничевоки».

## Биография
Родился в семье купца второй гильдии, инженера Бера Иделевича (Бориса Ильича) Рысса (1847—1938) и Ольги Павловны Рысс (1859—?), уроженцев Павлограда Екатеринославской губернии. Его сёстры Софья (искусствовед) и Сильвия (химик) были замужем, соответственно, за немецким социалистом Карлом Либкнехтом (с 1912 года) и математиком Яном Николаевичем Шпильрейном (с 1910 года). Отец, выпускник отделения натуральной философии Мюнхенского университета и мукомольного факультета политехникума в Хемнице, управлял паровой мельницей Мукомольного общества братьев Хацкеля и Бейнуша Рысс.
Учился на юридическом факультете Донского университета, который окончил в 1921 году. Литературную деятельность начал как поэт. В 1920—1930-е годы активно сотрудничал в газетах и журналах Ростова-на-Дону, Москвы и Ленинграда. Работал сотрудником отдела культуры газеты «Молот». Выступал в театральной прессе с критикой новаций В. Мейерхольда.

## Семья
- Двоюродные братья — философ Соломон Яковлевич Рысс и журналист Пётр Яковлевич Рысс; сын двоюродного брата Михаила Бейнушевича Рысса — доктор медицинских наук Симон Михайлович Рысс, учёный-гастроэнтеролог, член-корреспондент АМН СССР.
- Племянник — Евгений Самойлович Рысс, писатель.

## Книги И. Березарка
- Изощрённая Ида: Стихи. Харьков, 1921.
- Вот (коллективный сборник стихов). Ростов-на-Дону: Всероссийский союз поэтов, Ростовское на Дону отделение, 1921. — 62 с.
- «Гамлет» в Театре имени Ленинградского совета: Опыт анализа спектакля. Л.—М.: Ленинградское отделение Всероссийского театрального общества, 1940. — 132 с.
- «Мещане» М. Горького: Литературная и сценическая история (материалы и исследования). Л.—М.: Всероссийског театральное общество, 1941. — 358 с.,
- Березарк И. Б. Василий Васильевич Самойлов. — Л.: Лен. Отд. ВТО, 1948. — 166 с. — 3000 экз.
- Березарк И. Б. Борис Сушкевич. — Л.: Искусство, 1967. — 188 с. — 7500 экз.
- Березарк И. Б. Память рассказывает. Воспоминания. — Л.: Советский писатель, 1972. — 176 с.
- Березарк И. Б. Штрихи и встречи. — Л.: Советский писатель. — 1982. — 264 с.